# Linfield Football Club
O Linfield Football Club é um clube de futebol que disputa a Primeira Divisão Norte-Irlandesa. Fundado em março de 1886, é um dos clubes mais antigos do mundo e já conquistou 57 vezes o campeonato nacional, sendo o recordista no país e no mundo, junto do Rangers da Escócia. Localizado no sul de Belfast, joga suas partidas no Windsor Park, onde a Seleção Norte-Irlandesa de Futebol também manda seus jogos.
O Linfield é o clube de futebol com maior número de títulos nacionais (Com mais de 100 títulos Oficiais).

## História
O Linfield Football Club, de Belfast, na Irlanda do Norte, é um dos clubes mais gloriosos do mundo. Fundado em 1886, "the blues" como são conhecidos, são a maior força de seu país e detêm recordes inimagináveis em território doméstico.
Sendo arrasador em território nacional, o Linfield também aparece constantemente jogando as competições européias - entretanto, o baixo nível do futebol de seu país impede que o time se qualifique, não repetindo o sucesso fora da Irlanda do Norte.
O Linfield carrega há mais de século a supremacia nas competições domésticas. Detentor de 53 títulos nacionais, o poderoso time de Belfast é, de longe, o maior campeão norte-irlandês em todos os tempos (o segundo colocado em títulos da liga doméstica é o Glentoran, de Belfast, com "apenas" 22 conquistas) - o que também deixa o clube entre aqueles com mais títulos nacionais em todo o planeta. O sucesso monumental repete-se quando vamos falar da Copa da Irlanda do Norte, na qual o Linfield é dono de 46 troféus - em 57 finais disputadas -, sendo mais uma vez o maior campeão de todos os tempos (o segundo colocado, novamente é o Glentoran, com 20 conquistas). Com a Copa da Liga, torneio relativamente recente se comparado com os outros torneios (foi criado na temporada 1944-45), enquanto as outras competições vêm do Século XIX), a coisa não é diferente: dono de 32 troféus, novamente o clube é o maior campeão - desta vez, com vantagem menor sobre (como sempre) o Glentoran, que venceu em 26 ocasiões.
Além disso, na Irlanda do Norte, são realizados outros torneios nacionais - e, pra "variar", o Linfield não perde o posto de maior campeão em nenhum deles. Seja na County Antrim Shield (torneio do Condado de Antrim, posteriormente aberto a outras equipes), onde levantou 41 troféus ou na Gold Cup (torneio criado em 1911 por clubes dissidentes da antiga federação norte-irlandesa e que persistiu até 2001), em que foi campeão 34 vezes. Ou ainda em copas amistosas nacionais, em que o Linfield tem mais de duas dezenas de troféus também.
Com tantos títulos, fica impossível questionar a grandeza deste clube, mas ele não para aí! Não, pois o time de Belfast ainda é dono de recordes invejáveis. Entre eles, constam as 18 temporadas onde o time conquistou simultaneamente a Liga e a Copa nacionais, as 5 temporadas onde conquistou a Liga de forma invicta. Ou ainda, o inquestionável fato de ter jogado sempre a primeira divisão nacional - algo que pode parecer fácil, mas muito improvável se considerarmos que o número vem desde 1890.
Mas entre tantos recordes, títulos e marcas talvez insuperáveis, o Linfield F.C. ostenta um feito que causaria ciúmes em muitos torcedores e clubes ao redor do mundo: o time é um dos raríssimos exemplos de equipe que levantou todos os troféus que disputou em uma temporada. Tal feito ocorreu na temporada de 1921/1922, quando o time de Belfast sagrou-se campeão do Campeonato Nacional, da Copa Nacional, do County Antrim Shield, da Copa Intermediária, da New Charity Cup, da Gold Cup e da Copa da Cidade. Sete títulos em sete competições disputadas - algo inimaginável e praticamente impossível de ser igualado. O time de 1922 é lembrado com saudosismo até hoje pelos torcedores do Linfield, afinal, numa história cercada por tantos títulos, estes feitos espetaculares fogem da "banalidade". A título de curiosidade: só duas equipes no mundo conseguiram repetir o feito do Linfield (conquistar todos os títulos disputados na mesma temporada), são eles o Valletta, de Malta, na temporada 2000/2001 e o Ba, de Fiji, na temporada 2006. Em tempo, o brasileiro Cruzeiro, de 2003, não entra aí, pois apesar de ter sido campeão estadual e dos dois títulos nacionais daquele ano, acabou falhando na Copa Sul-Americana, o quarto torneio disputado em 2003.
Já o Linfield segue firme e forte nas suas ligas domésticas. Rivalizando com o Glentoran, como ocorre há mais de 100 anos, o time de Belfast seguirá por muito tempo colecionando os mais variados troféus postos em disputa na Irlanda do Norte, mas só lá, pois não assusta ninguém quando pensa em sair do país. Na temporada 2005/2006 o clube ergueu a Copa da Irlanda do Norte, a Copa da Liga, o County Antrim Shield e o Campeonato da Irlanda do Norte - em outra temporada histórica. Na atual, de 2006/2007, as coisas complicaram um pouco e muitas das copas nacionais escaparam das mãos dos blues de Belfast. É o Linfield, uma força imparável no seu cenário doméstico, recordista em todos os aspectos, seguindo seu rumo de vitórias.

## Títulos
| NACIONAIS | NACIONAIS                     | NACIONAIS | NACIONAIS |
|           | Competição                    | Títulos   | Temporadas |
|           | Campeonato Norte-Irlandês     | 57        | 1890–91, 1891–92, 1892–93, 1894–95, 1897–98, 1901–02, 1903–04, 1906–07, 1907–08, 1908–09, 1910–11, 1913–14, 1921–22, 1922–23, 1929–30, 1931–32, 1933–34, 1934–35, 1948–49, 1949–50, 1953–54, 1954–55, 1955–56, 1958–59, 1960–61, 1961–62, 1965–66, 1968–69, 1970–71, 1974–75, 1977–78, 1978–79, 1979–80, 1981–82, 1982–83, 1983–84, 1984–85, 1985–86, 1986–87, 1988–89, 1992–93, 1993–94, 1999–00, 2000–01, 2003–04, 2005–06, 2006–07, 2007–08, 2009–10, 2010–11, 2011–12, 2016–17, 2018–19, 2019-20, 2020-21, 2021-22, 2024-25 |
|           | Copa da Irlanda do Norte      | 46        | 1890–91, 1891–92, 1892–93, 1894–95, 1897–98, 1898–99, 1901–02, 1903–04, 1911–12, 1912–13, 1914–15, 1915–16, 1918–19, 1921–22, 1922–23, 1929–30, 1930–31, 1933–34, 1935–36, 1938–39, 1941–42, 1944–45, 1945–46, 1947–48, 1949–50, 1952–53, 1959–60, 1961–62, 1962–63, 1969–70, 1977–78, 1979–80, 1981–82, 1993–94, 1994–95, 2001–02, 2005–06, 2006–07, 2007–08, 2009–10, 2010–11, 2011–12, 2013-14, 2014-15 2016–17, 2020-21 |
|           | Copa da Liga Norte-Irlandesa  | 32        | 1947-48, 1950-51, 1951-52, 1952-53, 1953-53, 1956-57, 1959-60, 1963-64, 1966-67, 19967-68, 1969-70, 1970-71, 1972-73, 1975-76, 1976-77, 1978-79, 1981-82, 1982-83, 1984-85, 1985-86, 1986–87, 1991–92, 1993–94, 1997–98, 1998–99, 1999–00, 2001–02, 2005–06, 2007–08, 2018–19, 2019-20, 2020-21 |
|           | Supercopa da Irlanda do Norte | 23        | 1951-52, 1952-53, 1956-57, 1957-58, 1963-64, 1964-65, 1965-66, 1966-67, 1970-71, 1973-74, 1977-78, 1984-85, 1987-88, 1990-91, 2003-04, 2007-08, 2009-10, 2012-13, 2013-14, 2014-15, 2018-19, 2019-20, 2020-21 |
|           | County Antrim Shield          | 43        | 1898–99, 1903–04, 1905–06, 1906–07, 1907–08, 1912–13, 1913–14, 1916–17, 1921–22, 1922–23, 1927–28, 1928–29, 1929–30, 1931–32, 1932–33, 1933–34, 1934–35, 1937–38, 1941–42, 1946–47, 1948–49†, 1952–53, 1954–55, 1957–58, 1958–59, 1960–61, 1961–62, 1962–63, 1965–66, 1966–67, 1972–73, 1976–77, 1980–81, 1981–82, 1982–83, 1983–84, 1994–95, 1997–98, 2000–01, 2003–04, 2004–05, 2005–06 |
|           | Irish FA Charity Shield       | 3         | 1993 (compartilhada), 1994, 2000 |
| REGIONAIS | REGIONAIS                     | REGIONAIS | REGIONAIS |
|           | Competição                    | Títulos   | Temporadas |
|           | City Cup                      | 24        | 1894–95, 1895–96, 1897–98, 1899–00, 1900–01, 1901–02, 1902–03, 1903–04, 1907–08, 1909–10, 1919–20 1921–22, 1926–27, 1928–29, 1935–36, 1937–38, 1949–50, 1951–52, 1957–58, 1958–59, 1961–62, 1963–64, 1967–68, 1973–74 |
|           | Gold Cup                      | 33        | 1915–16, 1917–18, 1918–19, 1920–21, 1921–22, 1923–24, 1926–27, 1927–28, 1928–29, 1930–31, 1935–36, 1936–37, 1948–49, 1949–50, 1950–51, 1955–56, 1957–58, 1959–60, 1961–62, 1963–64, 1965–66, 1967–68, 1968–69, 1970–71, 1971–72, 1979–80, 1981–82, 1983–84, 1984–85, 1987–88, 1988–89, 1989–90, 1996–97 |
|           | Ulster Cup                    | 15        | 1948–49, 1955–56, 1956–57, 1959–60, 1961–62, 1964–65, 1967–68, 1970–71, 1971–72, 1974–75, 1977–78, 1978–79, 1979–80, 1984–85, 1992–93 |
|           | Floodlit Cup                  | 2         | 1993–94, 1997–98 |
|           | North-South Cup               | 1         | 1961–62 |
|           | Blaxnit Cup                   | 1         | 1970–71 |
|           | Setanta Cup                   | 1         | 2005 |
|           | Top Four Cup                  | 2         | 1966–67, 1967–68 |
| --------- | ----------------------------- | --------- | --- |

## Rivais
Os Blues (apelido da equipe) protagonizam um derby pelo menos duas vezes por ano com o Glentoran FC.
O Linfield também tem uma rivalidade tanto quanto aleatória com o tradicional clube brasileiro ABC de Natal. Os dois disputam o título de “Maior Campeão do Mundo” de um mesmo torneio.

## Elenco
Atualizado em 15 de abril de 2020.

## Títulos e honrarias
- Belfast Charity Cup: 21
  - 1890–91, 1891–92, 1892–93, 1893–94, 1894–95, 1898–99, 1902–03, 1904–05, 1912–13, 1913–14, 1914–15, 1916–17, 1917–18, 1918–19, 1921–22, 1926–27, 1927–28, 1929–30, 1932–33, 1933–34, 1934–35, 1935–36, 1937–38
- Alhambra Cup: 1 
  - 1921–22
- Jubilee Cup: 1
  - 1935-36
- Belfast & District League: 2 
  - 1915–16, 1917–18
- Northern Regional league: 3 
  - 1942–43, 1944–45, 1945–46
- Substitute Gold Cup: 2 
  - 1942–43, 1944–45
- Manchester Charity Cup: 2
  - 1945-1846, 1846-1847

- Irish League B Division , B Division Section 2 , Reserve League: 19
  - 1951–52†, 1952–53†, 1975–76†, 1977–78†, 1978–79†, 1979–80†, 1982–83†, 1983–84†, 1984–85†, 1987–88†, 1988–89†, 1990–91†, 1991–92†, 1998–99†, 1999–00†, 2003–04†, 2004–05†, 2008–09†, 2009–10†
- Irish Intermediate Cup: 13
  - 1897–98†, 1899–00†, 1901–02†, 1922–23‡, 1925–26‡, 1929–30†, 1946–47†, 1949–50†, 1956–57†, 1957–58†, 1971–72†, 2001–02†, 2003–04†
- Steel & Sons Cup: 9
  - 1895–96†, 1898–99†, 1915–16†, 1939–40†, 1946–47†, 1948–49†, 1972–73†, 1983–84†, 1997–98†
- George Wilson Cup: 9
  - 1953 . 1961 . 1976 . 1980 . 1983 . 1984 . 1988 . 1998 . 2010.

## Uniformes

### 1º Uniforme
| 2019–2021 | 2017–2019 | 2016–2017 | 2014–2016 | 2013–2014 |

### 2º Uniforme
| 2020–2021 | 2018–2020 | 2016–2018 | 2015–2016 | 2013–2015 |